# Apanteles urgo
Apanteles urgo är en stekelart som beskrevs av Nixon 1965. Apanteles urgo ingår i släktet Apanteles och familjen bracksteklar. Inga underarter finns listade i Catalogue of Life.